# Сулейманов, Гассан Давыдович
Гассан Давыдович Сулейманов (Gassan Suleimanov) (род. 20 сентября 1937 г., Кисловодск, Ставропольский край, Россия) — врач-эпидемиолог, участник Программы по ликвидации оспы Всемирной организации здравоохранения. На посту Советника-Эпидемиолога ВОЗ руководил ликвидационными мероприятиями в Пакистане (1971 г. — май 1973 г.) и Эфиопии (июнь 1973 г. — октябрь 1974 г.).

## Биография
Отец Сулейманов Дауд Измайлович. (1896—1956), сел. Кази-Кумух, Дагестан, лакец, гравёр по металлу. Мать Кадиева Салима Алиевна (1907—1983), лачка, г. Владикавказ, Осетия, домохозяйка. По отцу относится к известному с XVI века роду узденей Казикумухского ханства. По маме его род отслеживается, поименно, в наследственном титуле кадиев (верховных судей) упомянутого ханства начиная с 9-го века. Последний из судей, капитан царской армии Гарун Кадиев, был повешен перед строем российских войск в Гунибе, бывшей резиденции Шамиля, как один из руководителей Общедагестанского восстания (1877—1878 г.г.). Холодное оружие его сына Али хранится в коллекции Исторического Музея в Москве.

### Образование
В 1954 г. окончил среднюю школу № 14 г. Кисловодска. В последних классах школы выпускал стенгазету совместно с, в дальнейшем широко известным художником-диссидентом ("Бульдозерная выставка " и др.), Юрием Дышленко. В 1960 г. окончил лечебный факультет Дагестанского Гос. Медицинского Института.
В 1969 г окончил курсы ВОЗ по эпидемиологии (Москва, Россия и Александрийский университет, Египет). В 1970 г. закончил спецординатуру в ИМПиТМ им Марциновского, Москва. В начале 1971 г. стажировался в ЦББ, Атланта и Гарвардском университете, США.

### Профессиональная деятельность.
По окончании мед.института на протяжении 8 лет трудился в качестве терапевта в больницах Северного Кавказа и Москвы. В 1968 — 70 г.г. прошёл подготовку по курсу эпидемиологии и паразитарным болезням в ИМПиТМ им Марциновского и Александрийского университета.
В январе 1971 г. Руководителем Глобальной Программы ликвидации оспы ВОЗ Гассан Давыдович был выбран на пост Советника-Эпидемиолога ВОЗ в Пакистане, сначала в Белуджистане, а затем в крупнейшей провинции Пенджаб.

## Ликвидация оспы
В 1958 г. Всемирная Организация Здравоохранения утвердила Программу ликвидации натуральной оспы в мире. Для достижения этой цели в каждой пораженной инфекцией стране планировалось осуществить вакцинирование не менее 80 % населения. Однако, по прошествии 10 лет, стала очевидной неэффективность данного метода: несмотря на выполнение намеченных показателей охвата населения, оспа продолжала передаваться на высоком уровне.
Поэтому с 1969 г. вновь назначенный Руководитель Глобальной Программы ВОЗ д-р Доналд Эйнсли Хендерсон приступил к реализации новой тактики борьбы с инфекцией. Суть её заключалась в отказе от массовой вакцинации населения и сосредоточении усилий на поиске больных, с последующим подавлением передачи инфекции в её очагах.
Вся деятельность провинциальных Программ ликвидации оспы в Пакистане осуществлялась на фоне чрезвычайно бурных социально — политических процессов, вызванных Индо-пакистанской войной 1971 г., в которой Пакистан потерпел поражение. В этой войне Советский Союз выступал в качестве союзника Индии — фактор, явно не способствующий работе исследователей.
Тем не менее, в сравнительно короткий срок здесь удалось создать достаточно эффективную структуру эпиднадзора. Крайне важным элементом её была организация системы оповещения, позволявшая своевременно выявлять появление новых очагов оспы.
Подготовленные при провинциальных штаб-квартирах Программы мобильные бригады, оперативно реагировавшие на полученные данные, проводили комплекс мероприятий в очаге, позднее ставшим известным как триада: обнаружение больного — кольцевая вакцинация населения (ring vaccination) — окончательная зачистка очага (mopping up operations).
Для оценки качества противоэпидемических мероприятий Эпидемиолог ВОЗ применил критерий появления или отсутствие новых случаев по истечении 2 недель. Незамедлительно этот метод оперативной оценки Руководитель Глобальной Программы распространил для использования всеми участниками Программы. В итоге, к весне 1973 г., то есть через 1½ года, Провинциальная Программа Пенджаба добилась перерыва передачи оспы.
Летом того же года решением Руководителя Программы был направлен для усиления мероприятий в Эфиопии, где национальные службы действовали при поддержке американского Корпуса Мира. Зоной его ответственности вначале была назначена провинция Годжам, а затем несколько провинций запада и юго-запада страны. Перерыва передачи инфекции здесь удалось добиться к лету 1974 г. после чего он вернулся на Родину осенью того же года.
В дальнейшем, с 1975 г. до выхода на пенсию в 2007 году, будучи сотрудником ИМПиТМ им Марциновского в Москве, участвовал в борьбе с малярией как в СССР, так и за рубежом. В качестве эпидемиолога ВОЗ руководил Программами борьбы с малярией во Вьетнаме, Таджикистане, Йемене, Ираке, Ангола а также, в Мозамбике на межгосударственной основе.
В мае 2020 г. в качестве содокладчика Гендиректора ВОЗ представлял ликвидаторов оспы на юбилейной конференции ВОЗ. На ней был вознаграждён именной почтовой маркой ООН «40 лет победе над оспой».

## Награды и звания
- Орден ВОЗ «Бифуркационной иглы»;
- Памятная медаль ВОЗ «Натуральная оспа ликвидирована»;
- Именная марка ООН «40 лет победе над оспой»;
- Является Почетным членом Всероссийского научно-практического общества микробиологов, эпидемиологов и иммунобиологов им. Мечникова;[7]
- Является членом Группы поддержки Дома-музея Дженнера, Англия.Сулейманов Г. Д. награждается орденом ВОЗ «Бифуркационной иглы» (г. Женева, 1976 г.)Именная марка ООН, врученная Сулейманову Г. Д. в честь 40-й годовщины ликвидации оспы

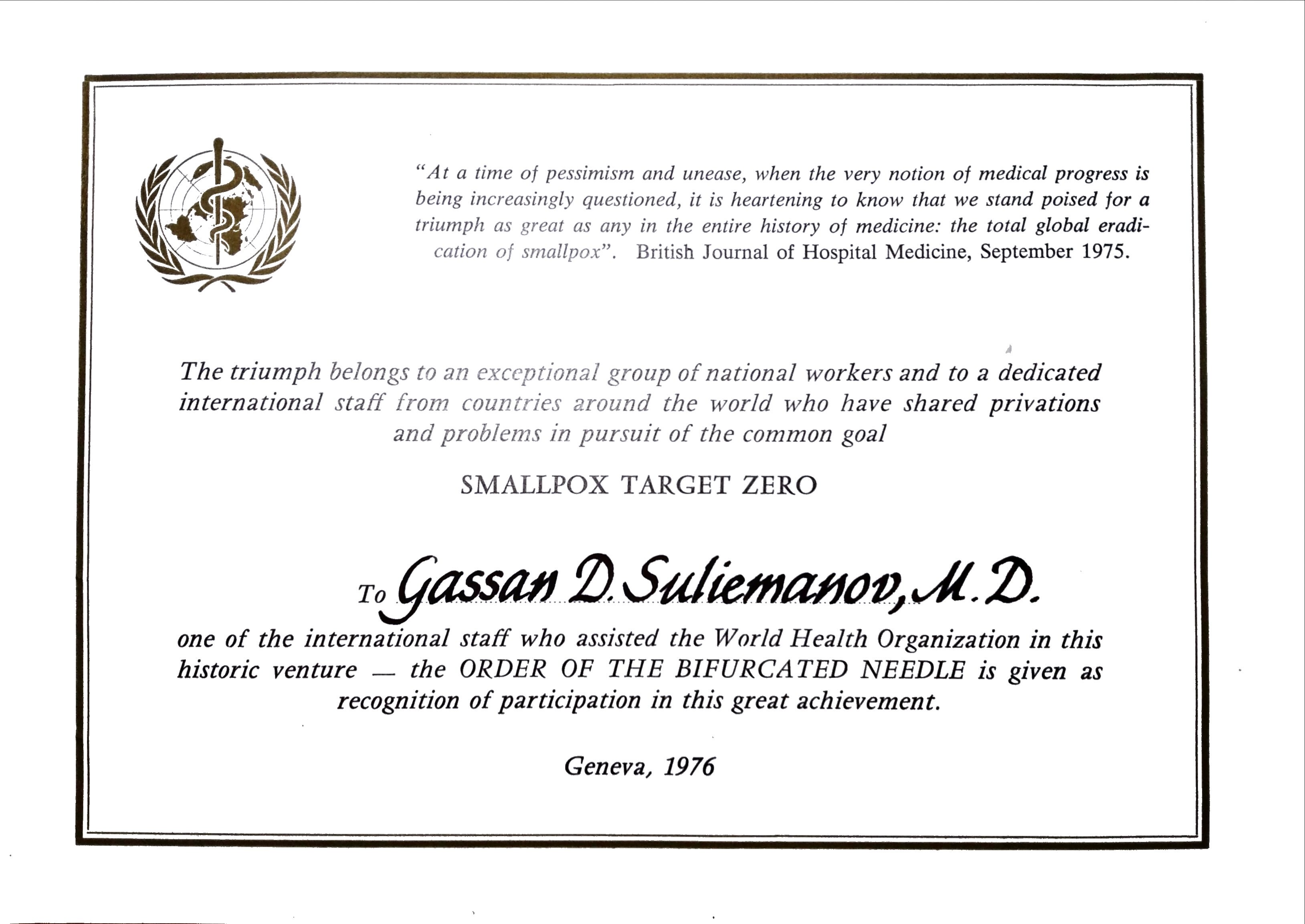
Сулейманов Г. Д. награждается орденом ВОЗ «Бифуркационной иглы» (г. Женева, 1976 г.)

Именная марка ООН, врученная Сулейманову Г. Д. в честь 40-й годовщины ликвидации оспы

## Публикации
Имеет более 40 научных трудов, в том числе 3 в изданиях ВОЗ об оспе, один из них — в числе избранных трудов Организации:
- «Smallpox transmission on a bus». WHO/SEP/72.41[8]
- «Smallpox Eradication Project Punjab 1972 Some aspects of Smallpox eradication in Lahore». SE/WP/PAK/72.1[9]
- «Smallpox Eradication Project Punjab 1972 Three years of experience in Punjab province»[10].